# Antoine Nguyễn Văn Thiện
Antoine Nguyễn Văn Thiện (Cái Cồn, 13 marzo 1906 – Mougins, 13 maggio 2012) è stato un vescovo cattolico vietnamita. È stato il vescovo più longevo dell'età contemporanea, escludendo il caso dubbio del vescovo nordcoreano Francis Hong Yong-ho.

## Biografia
Monsignor Antoine Nguyễn Văn Thiện nacque a Cái Cồn, allora in Indocina francese, il 13 marzo 1906.

### Formazione e ministero sacerdotale
Il 20 febbraio 1932 fu ordinato presbitero a Phnom Penh. Lo stesso anno divenne docente nella facoltà di Banam, in Cambogia. Nel 1936 tornò in patria e divenne vicario parrocchiale di Hoa Lang. In seguito fu parroco di Cu Lao Tay dal 1941 al 1955, parroco della parrocchia della Sacra Famiglia a Long Xuyen nel 1955 e parroco della cattedrale del Sacro Cuore di Gesù a Cần Thơ dal 1955 alla nomina episcopale.

### Ministero episcopale
Il 24 novembre 1960 papa Giovanni XXIII lo nominò vescovo di Vĩnh Long. Ricevette l'ordinazione episcopale il 22 gennaio successivo di fronte alla basilica di Notre-Dame di Saigon dall'arcivescovo metropolita di Huê Pierre Martin Ngô Đình Thục, coconsacranti il vicario apostolico emerito di Saigon Jean Cassaigne e quello di Phát Diêm Thaddée Anselme Lê Hữu Từ. Nel 1961 cadde vittima di un'imboscata dei ribelli comunisti mentre tornava a casa a Vĩnh Long da una visita in una provincia vicina ma fu salvato da un convoglio militare di passaggio. Istituì due centri della Congregazione della missione, uno per uomini e l'altro per donne, fece costruire una nuova cattedrale e iniziò la formazione per l'apostolato dei laici. Partecipò al Concilio Vaticano II.
Nel 1968 iniziò a soffrire di una grave malattia agli occhi. Le cure di specialisti locali e stranieri si dimostrarono inefficaci. La sua limitazione lo portò a presentare le dimissioni. Il 12 luglio 1968 papa Paolo VI accettò la sua rinuncia al governo pastorale della diocesi e lo nominò vescovo titolare di Spello. Prese residenza in una casa di riposo a Cần Thơ e nel 1975 si trasferì a Nizza. Nel giugno del 1988 fu l'unico vescovo vietnamita che concelebrò con papa Giovanni Paolo II nella cerimonia di canonizzazione dei 117 martiri del Vietnam. Nel 2003 si ritirò nella Maison Jean Dahon. Il vescovo di Nizza lo nominò canonico d'onore della cattedrale.
Il 6 ottobre 2005, alla morte di monsignor Ettore Cunial, divenne il vescovo cattolico vivente più anziano.
Morì a Mougins alle 10 del 13 maggio 2012. Le esequie si tennero nella cattedrale di Nizza. È sepolto nella tomba dei canonici nel cimetiére du Château di Nizza.
Alla sua morte, monsignor Géry-Jacques-Charles Leuliet divenne il vescovo più anziano con un'età di 102 anni. In realtà all'epoca la Santa Sede continuava a considerare vivente monsignor Francis Hong Yong-ho, scomparso nel 1949 e di cui si ignora il destino, che se fosse stato vivo avrebbe avuto 105 anni.

## Genealogia episcopale
La genealogia episcopale è:
- Patriarca Eliya XII Denha
- Patriarca Yukhannan VIII Hormizd
- Vescovo Isaie Jesu-Yab-Jean Guriel
- Arcivescovo Augustin Hindi
- Patriarca Yosep VI Audo
- Patriarca Eliya XIV Abulyonan
- Patriarca Yosep Emmanuel II Thoma
- Vescovo François David
- Arcivescovo Antonin-Fernand Drapier, O.P.
- Arcivescovo Pierre Martin Ngô Đình Thục
- Vescovo Antoine Nguyễn Văn Thiện